# Surprise (Arizona)
Surprise – miasto w stanie Arizona, w hrabstwie Maricopa (Maricopa County), USA. Liczba ludności 30.848 według spisu (United States Census) w 2000 roku. W następnych latach nastąpił gwałtowny przyrost ludności, w 2010 populacja wzrosła do 117.517 by w 2020 osiągnąć 143.148. Należy do obszaru metropolitalnego Phoenix.
W latach 2010–2020 było siódmym najszybciej rozwijającym się miastem stanu Arizona, zarówno pod względem procentowym, jak i liczebnym. Jest też drugim miastem, po Gilbert z najniższym wskaźnikiem przestępczości (miasta powyżej 50.000 mieszkańców) w Arizonie.

## Historia
Miasto zostało założone w 1937 roku przez Homera C. Luddena, który nazwał je tak samo jak swe rodzinne miasto Surprise w stanie Nebraska. W latach trzydziestych było tu tylko parę domostw i stacja benzynowa; Ludden rozparcelował część gruntów pod zabudowę tanich domostw dla pracowników rolnych, nastąpił w tym czasie szybki rozwój miasta.
Dziesiątki tysięcy emerytów zaczęło przeprowadzać się do miasta w latach 90. aby zamieszkać w Sun City Grand, specjalnym resorcie dla emerytów/ seniorów wybudowanym przez firmę Del Webb. Surprise jest położone około 8 kilometrów na północny zachód od Sun City i przylega do Sun City West.
Od otwarcia w 1996 roku, Sun City Grand przyczyniło się do dynamicznego wzrostu liczby ludności miasta. 
Liczebność Surpise znacznie przekroczyła liczebność Surprise w Nebrasce (rodzinne miasto założyciela) które liczyło
44 mieszkańców według spisu ludności w 2000 roku (United States Census).

## Geografia
Surprise jest położone na 33°38'19" szerokości geograficznej północnej i 112°21'02" długości geograficznej zachodniej. Miasto leży około 32 kilometrów na północny zachód od Phoenix (16 kilometrów na północ od drogi międzystanowej I-10) i jest położone 400 metrów nad poziomem morza. Powierzchnia miasta wynosi 180,0 km² (69,5 mil kwadratowych), 0,3% powierzchni stanowią zbiorniki wodne (dane według United States Census Bureau). Na zachodnich obrzeżach miasta położone są góry White Tank Mountains (Park Regionalny) o powierzchni ok. 121 km².

## Pogoda
Temperatury letnie sięgają 38-47 °C, (100-116 °F); zimowe -1-21 °C (30-70 °F). Klimat pustynny z roślinnością charakterystyczną dla tej strefy klimatycznej. Stanowią ją rośliny kaktusowate, w tym najsławniejsze kaktusy saquaro dorastające do wysokości kilkunastu metrów i mające po kilkaset lat.

## Demografia
Według spisu ludności z 2000 roku, liczba mieszkańców liczyła 30848, 12484 domostw i 9725 rodzin. Zagęszczenie ludności wynosiło 171,4 na kilometr kwadratowy. Liczba domów 12260 (90,3/km²). Populację stanowi: 85,97% rasa biała, 2,61% Murzyni/ Afro-Amerykanie, 0,43% rdzenni mieszkańcy (Indianie), 1,07% Azjaci, 0,05% mieszkańcy wysp Pacyfiku, 7,87% inne rasy, 1,99% pochodzenia wielorasowego. 23,29% stanowi ludność pochodzenia hiszpańskiego (Hispanic i Latino). W ostatnich latach odsetek ludności pochodzenia hiszpańskiego znacznie się zmniejszył na korzyść białych.
Spośród 12484 domostw, 21,5% miała dzieci poniżej 18 lat; 69,5% było małżeństwem mieszkającym razem; 5,4% stanowiły kobiety samotnie wychowujące dzieci i 22,2% stanowiły związki nieformalne. 17,9% domostw to były osoby samotne (8,9% powyżej 65 roku życia). Średnia wieku wynosiła 46 lat. Na każde 100 kobiet przypadało 96,6 mężczyzn.
Średni roczny dochód na rodzinę wynosił $47899 (dane z 2000 roku). Średni roczny dochód na mężczyznę $33079, na kobietę $26347. Około 5,6% rodzin i 8,7% populacji żyło poniżej progu ubóstwa, w tym 16,7% poniżej lat 18 i 3,3% powyżej lat 65.
W czasie zimy populacja miasta wzrasta, obserwuje się wtedy okresową migrację emerytów/ seniorów z zimniejszych Stanów północy. Określa się ich mianem "snow birds".

## Polonia
W latach 2002–2008 nastąpił znaczny napływ emigrantów pochodzenia polskiego ze wschodniego wybrzeża USA (głównie Nowy Jork, Chicago, Michigan). Życie Polonii skupia się wokół polskiego kościoła w Phoenix i Klubu Pułaski (dom polonijny).

## Administracja/ Władze lokalne
Miasto jest zarządzane na szczeblu lokalnym przez burmistrza miasta (Mayor), obecnie – Lyn Truitt (od 2007 roku) i sześciu członków Rady Miejskiej (City Council).
Burmistrz jest wybierany w wyborach powszechnych, Rada Miejska w poszczególnych dystryktach. Wszyscy członkowie Rady są wybierani na czteroletnią kadencję.

## Policja
Policja w mieście Surprise składa się z czterech wydziałów:
Wydział Prewencji (Field Operations Division)
Sześć oddziałów patrolowych (Patrol Officers)oraz oddział posiłkowy (K-9, Animal Control Officers and Motor Officers)
Wydział Administracyjny (Administrative Services Division)
Dział spraw dla mieszkańców (The Community Relations Unit); Treningu (Training Unit); Informacji (Public Information Unit), Archiwum (Records Unit), Rekrutacji (Recruit Unit) i Działu Technicznego (Technical Services Unit)
Wydział Kryminalny (Criminal Investigation Division)
Detektywi, Śledczy, Jednostka specjalna (Special Assigment Unit-SAU) i techników.
Wydział Techniczny (Technical Services Division)
I pracownicy cywilni.

## Sport

### Baseball
Miasto Surprise jest siedzibą bejsbolowego zimowego ośrodka treningowego dla Kansas City Royals i Texas Rangers.
Architektem stadionu była firma HOK (była rozważana jako jeden z kandydatów na projektanta Stadionu Narodowego w Warszawie), firmą inżynieryjną – A.V. Schwan & Associates.
Stadion na 10500 kibiców wybudowano w 2002 roku. W okresie letnim stadion jest udostępniany bezpłatnie mieszkańcom i odbywają się wtedy projekcje filmów na dużym ekranie stadionu oraz festyny.

### Tenis
W mieście znajduje się nowo otwarty ośrodek tenisowy (projektanci – patrz Baseball Stadion powyżej).
Znajduje się tu Clubhouse, 28 kortów tenisowych, w tym 17 oświetlonych. Największy kort posiada miejsce na 2500 widzów. Organizowane są tu kursy nauki gry w tenisa.

### Pływanie
Miasto posiada odkryty basen publiczny, z mniejszym brodzącym przeznaczonym dla dzieci.
Organizowane są na nim kursy nauki pływania i nurkowania.

### Golf
W granicach miasta znajduje się kilka klubów golfowych. W miesiącach zimowych przyjeżdża tu spora liczba miłośników tego sportu. Brak opadów śniegu i sprzyjająca temperatura w zimie, skłania graczy do przyjazdu nawet z odległych stanów.